# George Stanley, IX barón Strange
George Stanley, IX barón Strange (1460-1503) fue un noble inglés. Fue hijo de Thomas Stanley, I conde de Derby, así como un soldado notable.

## Biografía
Nació aproximadamente en 1460, en Knowsley, Lancashire, Inglaterra Fue el hijo mayor de Thomas Stanley y su primera mujer, Eleanor, hija de Richard y Alice Neville, V condes de Salisbury, y por tanto hermana del famoso Warwick el Hacedor de Reyes. Tras la muerte de su madre, su padre volvió a casarse con Lady Margarita Beaufort, condesa de Richmond, y madre del futuro Enrique VII.
Eduardo IV investido como caballero de la Orden del Baño en 1475. Fue condestable de los castillos de Pontefract y  Knaresborough en 1485. Estuvo presente en la batalla de Bosworth, pero como rehén de Ricardo III, quién intentaba asegurar el apoyo de su familia. En 1486, se convirtió en condestable del castillo de Wicklow y Cabeza de Justicia del Ducado de Lancaster. En 1487, participó en la batalla de Stoke Field. Ese mismo año fue investido miembro de la Orden de la Jarretera y miembro del consejo privado.

## Familia
En 1482, se casó con Joan le Strang, I baronesa Strange (c. 1460 - 1514), hija de John le Strange, VIII barón Strange (c. 1440 - 1477) y Jacquetta Woodville (hija de Ricardo Woodville y Jacquetta de Luxemburgo). Por su matrimonio, se convirtió en IX Barón Extraño de jure uxoris (por derecho de la mujer) y pudo ostentar tal título en el parlamento. Sus hijos fueron:
- John Stanley (m. 1503).
- Thomas Stanley, II conde de Derby (1485@–1521).
- James Stanley, caballero (1486–1562), quién fundó la rama del familiar Bickerstaffe, antepasado del XI conde.
- eorge Stanley.
- Jane Stanley, (m. 15 de noviembre de 1531), esposa de Robert Sheffield y madre de Edmund Sheffield, I barón Sheffield.
- Elizabeth Stanley.
- Margaret Stanley.

## Muerte
Stanley murió en Derby House, Londres, entre el 4 y el 5 de diciembre de 1503, presuntamente envenenado en un banquete. Fue enterrado en la iglesia de St. James Garlickhythe.